# Dole Food Company
 (octobre 2009).
Si vous disposez d'ouvrages ou d'articles de référence ou si vous connaissez des sites web de qualité traitant du thème abordé ici, merci de compléter l'article en donnant les références utiles à sa vérifiabilité et en les liant à la section « Notes et références ».
Pour les articles homonymes, voir Dole.
La Dole Food Company, anciennement appelé Hawaiian Pineapple Company entre 1851 et 1991, est une entreprise multinationale fruitière américaine, dont le siège est à Westlake Village, en Californie. Elle a mis au point les procédés industriels de culture et d'emballage de fruits tels que la banane, la noisette ou l'ananas. Aujourd'hui la société travaille dans plus de 90 pays à travers le monde et a des revenus annuels de plus de 4 milliards de dollars.

## Histoire

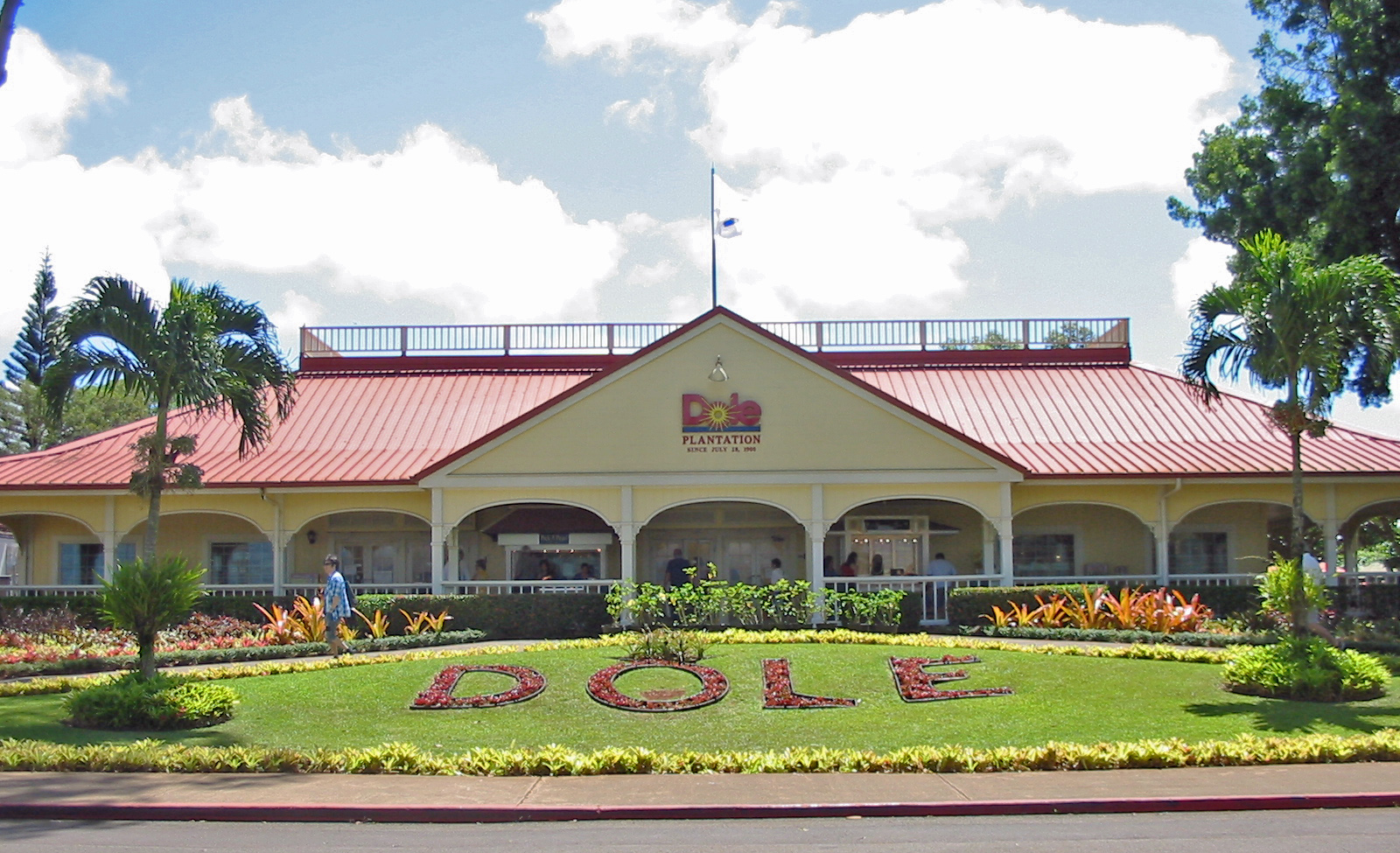
Plantation sur l'île d'Oahu.

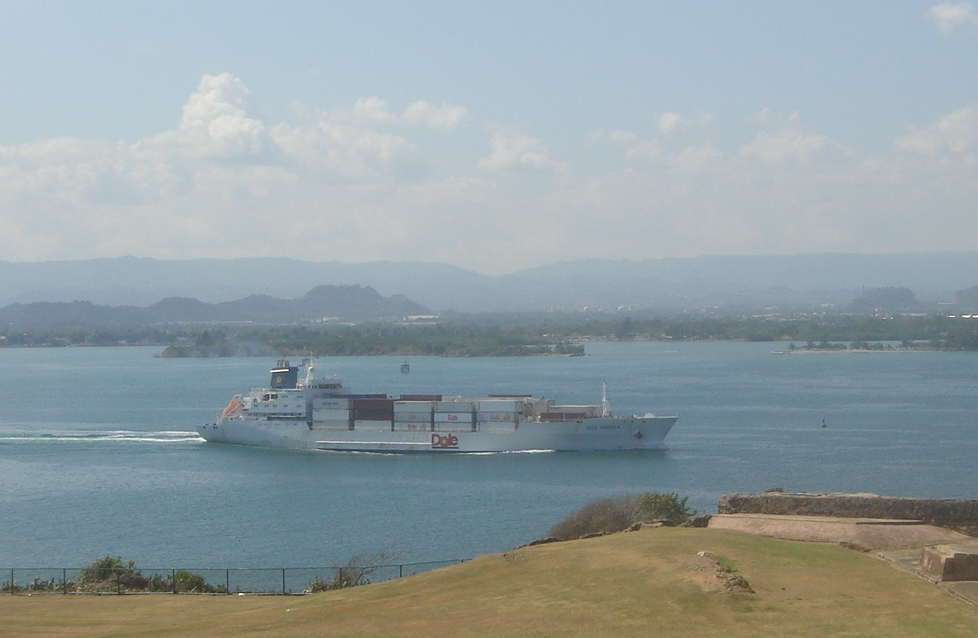
Bateau de l'entreprise sortant du port de San Juan (Porto Rico).

La Hawaiian Pineapple Company est fondée en 1851 à Hawaii par James Dole, qui ouvre sa première plantation d'ananas dans le plateau central de l'île d'Oahu. Sanford B. Dole, le cousin de James Dole devient le président de la république d'Hawaï à partir de 1894. La Hawaiian Pineapple Company aurait participé à l'éviction de la dernière reine d'Hawaï, Liliʻuokalani, et au coup d'État que fut le renversement du royaume d'Hawaï, le 4 juillet 1894, jour de la fête nationale des États-Unis, et aurait aidé les États-Unis à en faire un de ses territoires, le 4 juillet 1898. Elle poursuit en cela ce qu'elle et l'United Fruit Company avaient commencé en Amérique latine pour la Pax Americana.
La Hawaiian Pineapple Company est ensuite achetée par Castle & Cooke (en), une société immobilière, qui rebaptise la société « Dole Food Company, Inc. » en 1991. Castle & Cooke Inc. s'en sépare en 1995. Dole inclut alors la Standard Fruit Company (en), qui avait été acquise par Castle & Cooke entre 1964 et 1968. Dole était alors le deuxième plus grand producteur et importateur de bananes des États-Unis. Dole et Chiquita restent aujourd'hui les deux plus grosses sociétés bananières.

## Procès DBCP
Dole a été condamné en première instance, en 2007, en Californie, à payer plus de 3 millions de dollars pour avoir contaminé des ouvriers agricoles nicaraguayens par du dibromochloropropane (DBCP), un pesticide fabriqué par Dow Chemicals et interdit aux États-Unis en 1979. La firme l'emporta cependant en appel, en 2010, ayant jeté le doute sur les preuves apportées par les plaignants selon lesquels ils avaient bien été employés de la compagnie au début des années 1980. 
Elle perdit en revanche son procès en diffamation contre le cinéaste suédois Fredrik Gertten auteur d'un documentaire, Bananas!* (2009), retraçant l'histoire du procès en première instance. Ce nouveau procès fit l'objet d'un nouveau documentaire de Gertten, Big Boys Gone Bananas!* (2011).

## Controverse
En 2013, Oxfam demande à la société Dole d'enlever le label éthique de ses bananes, en pointant, avec le parti écologiste[Lequel ?], les très mauvaises conditions de travail des agriculteurs et les atteintes à l'environnement aux Philippines. Selon l'entreprise, qui conteste les faits, l'action d'Oxfam viserait à promouvoir la marque Fair trade.